# 拍板

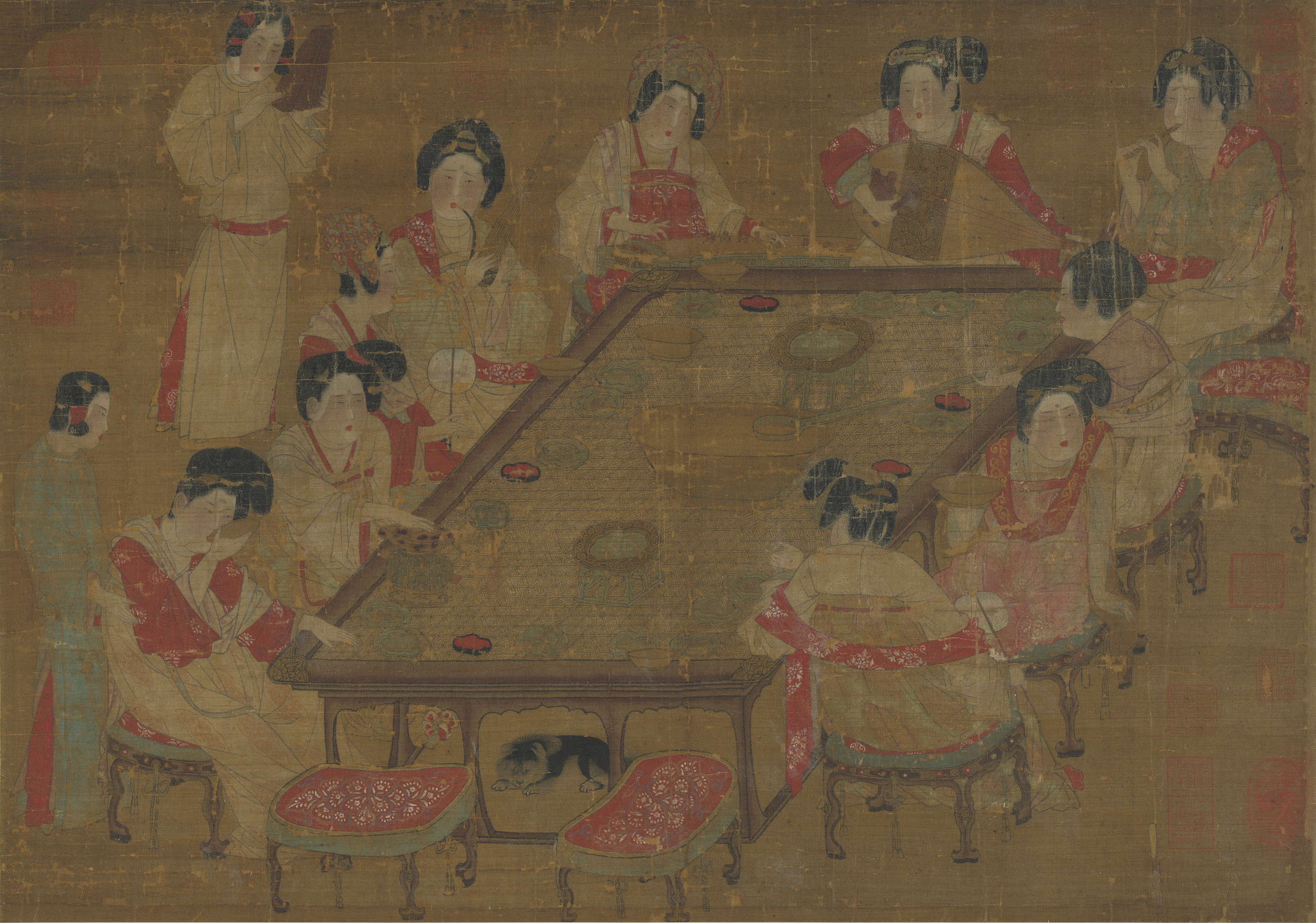
唐代宮樂圖，左上方仕女輕敲牙板。

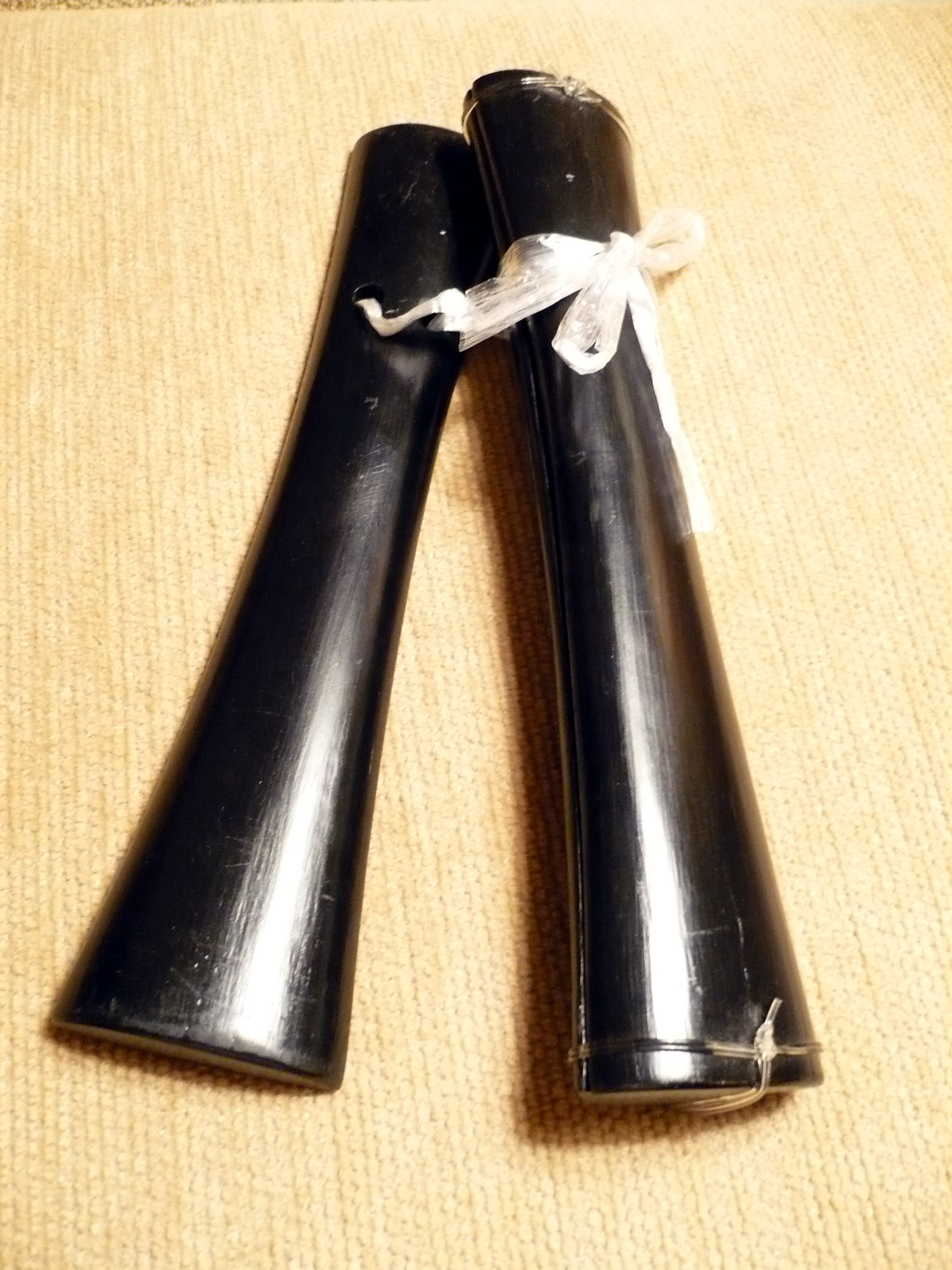
潮州音乐使用的拍板。

拍板又名檀板，是一種中國傳統打擊樂器，以木板相互敲擊以發出聲響，通常由三片木片或兩片竹片構成，各種音樂與戲劇的板差異極大。
拍板的歷史最早可推到唐代，可能由西北傳入。當時民間樂散樂中使用，五代的壁畫中，可確認在宮庭樂中使用。
拍板後來廣泛在民間的說唱音樂、器樂、戲曲伴奏中使用。包括說唱的「板樂」、元代雜劇，與南管中都有使用。
山东快书使用的拍板为金属板，打击声音清脆。北方快板书及莲花落使用的快板除两片板外，还常配一副五张的小板，共同配合打击，通称七件子。

## 延伸阅读
[在维基数据编辑]
 《欽定古今圖書集成·經濟彙編·樂律典·拍板部》，出自陈梦雷《古今圖書集成》